# Partido Obrero Belga
El Partido Obrero Belga (en francés: Parti Ouvrier belge, POB; en neerlandés: Belgische Werkliedenpartij, BWP) fue un partido político socialista que existió en Bélgica fundado en 1885.

## Historia
El POB se fundó en abril de 1885 en la sala de la cafetería De Zwaan, situada en la Grand Place de Bruselas en una reunión de 112 trabajadores, el mismo lugar donde se había fundado la Primera Internacional y donde Karl Marx escribió el Manifiesto Comunista. En esta reunión estaban representados numerosos grupos, entre ellos los socialistas de Edward Anseele. La mayoría eran principalmente artesanos y no trabajadores de grandes centros industriales (excepto de Gante). Cuando se redactó el programa del nuevo partido, se temía que si era muy radical podía disuadir los trabajadores. En esta base se decidió que la palabra socialista no se reflejara en el nombre del partido, punto de vista defendido por Cesar De Paepe (1841-1890).
Antes de 1919, el sistema de circunscripción por distritos en las elecciones belgas hizo casi imposible que el POB obtuviera escaños en Flandes, razón por la cual el dirigente socialista flamenco Edward Anseele fue elegido por la circunscripción de Lieja. Después de 1919, el sufragio universal masculino y la representación proporcional aumentaron la fuerza parlamentaria del partido y participó en varios gobiernos. Fue el partido más votado en las elecciones legislativas belgas de 1925 y 1936.
El partido fue miembro de la Internacional Obrera y Socialista entre 1923 y 1940.
Tras la Segunda Guerra Mundial, adoptó el nombre de Partido Socialista Belga, que a partir de los años sesenta se dividió en el Parti Socialiste y Socialistische Partij.

## Miembros destacados
- Camille Huysmans
- Henri De Man
- Paul-Henri Spaak
- Emile Vandervelde
- August Vermeylen

## Resultados electorales
|  | 0,3 % |

|  | 0,2 % |

|  | 16,3 % |

|  | 15,16 % |

|  | 21,78 % |

|  | 22,49 % |

|  | 14,97 % |

|  | 26,64 % |

|  | 6,16 % |

|  | 22,64 % |

|  | 6,69 % |

|  | 9,28 % |

|  | 30,32 % |

|  | 36,62 % |

|  | 34,81 % |

|  | 39,48 % |

|  | 36,00 % |

|  | 37,03 % |

|  | 32,11 % |

|  | 29,44 % |